# FK Almaty
Der FK Almaty (kasachisch / russisch Алматы Футбол Клубы) war ein kasachischer Fußballverein aus der ehemaligen Hauptstadt des Landes, Almaty, der bis 2008 in der Kasachischen Premjer-Liga spielte.

## Geschichte
Der Verein wurde im Jahr 2000 als Zesna Almaty gegründet. In der Saison 2004 erfolgte die Umbenennung in FK Almaty und der Aufstieg in Superliga. Der Verein konnte 2006 den kasachischen Pokal durch einen Sieg gegen den FK Astana gewinnen und nahm somit in der Saison 2007/08 an der Qualifikation zum UEFA-Pokal teil. Im Frühjahr 2009 fusionierte der Verein wegen finanzieller Schwierigkeiten mit FK Megasport Almaty. Das daraus entstandene Team wurde Lokomotive Astana getauft.

## Vereinsnamen
- 2000: Zesna Almaty
- 2004: FK Almaty

## Stadion
Seine Heimspiele bestritt der Verein im 26.400 Zuschauer fassenden Zentralstadion in Almaty.

## Europapokalbilanz
International trat der Verein aus Almaty zum ersten Mal bei dem UEFA-Pokal in Erscheinung. Als Sieger des nationalen Pokals durfte der Verein in der Saison 2006 sein Land auf der europäischen Bühne vertreten. Somit spielte das Team aus Almaty in der ersten Qualifikationsrunde des UEFA-Pokals 2007/08 gegen FC Zlaté Moravce aus der Slowakei und schied nach einer 1:3-Niederlage und einem 1:1-Unentschieden aus.
| Saison  | Wettbewerb | Runde                  | Gegner           | Gesamt | Hin     | Rück    |
| ------- | ---------- | ---------------------- | ---------------- | ------ | ------- | ------- |
| 2007/08 | UEFA-Pokal | 1. Qualifikationsrunde | FC Zlaté Moravce | 2:4    | 1:3 (A) | 1:1 (H) |

Gesamtbilanz: 2 Spiele, 1 Unentschieden, 1 Niederlage, 2:4 Tore (Tordifferenz −2)

## Erfolge
- Kasachischer Fußballpokal:
  - Sieger: 2006
  - Finalist: 2008

## Bekannte ehemalige Spieler
| - Maxim Asowski (2005, 2007–2008) - Sergei Ostapenko (2003–2008) - Emil Kenschissarijew (2005) - Sergei Gridin (2005–2010) - Alexander Kirow (2006–2008) - Jafar Irismetov (2006–2008) | - Dmitri Bjakow (2007) - Schambyl Kukejew (2008) - Marat Schachmetow (2006–2008) - Alexei Schapurin (2004–2008) - Bauyrschan Scholschijew (2008) |

## Bekannte ehemalige Trainer
- Edgar Hess (2004)
- Bernd Storck (2008)